# Fabrica de bere Jacob Stauder

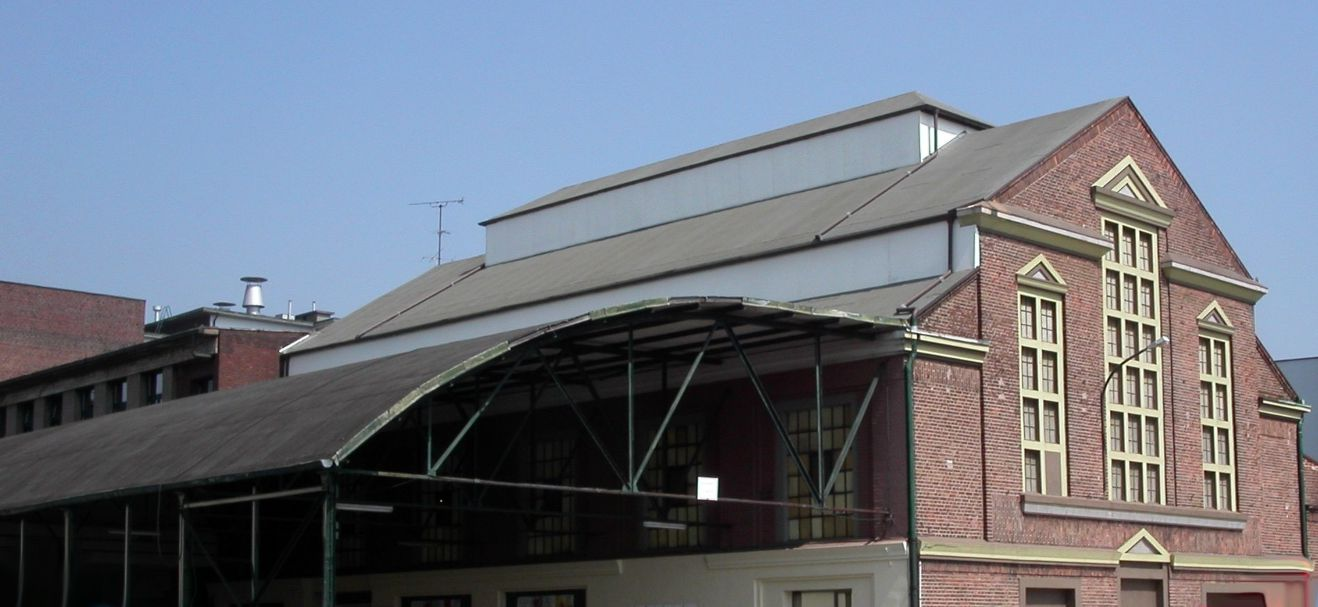
Magazia centrală

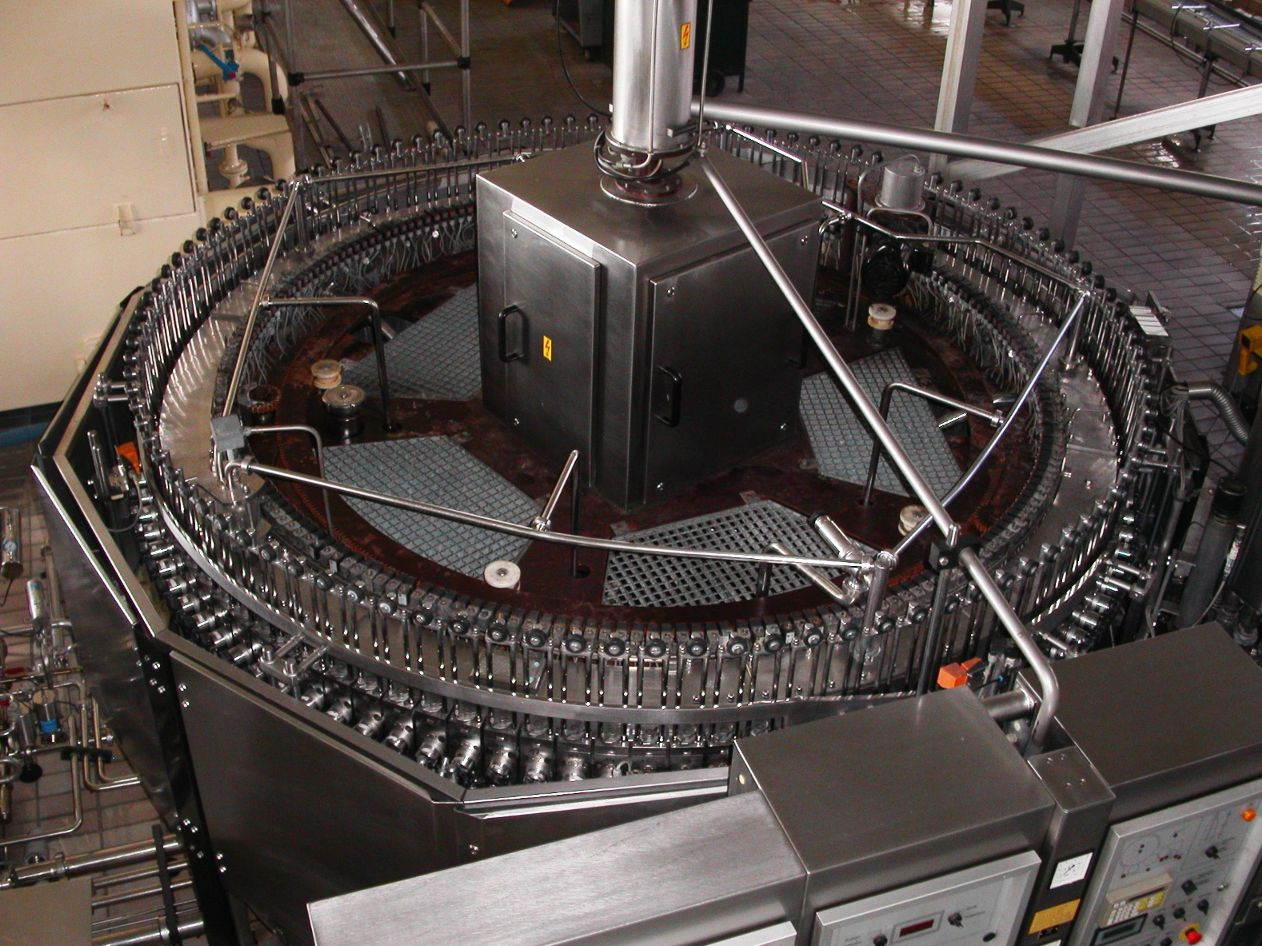
Agregatul umple 40.000 de sticle /h

Fabrica de bere Jacob Stauder este o societate cu răspundere limitată (GmbH & Co. KG) din Essen landul Renania de Nord-Westfalia, Germania.

## Istoric
Fabrica a luat ființă în anul 1867 la inițiativa lui „Theodor Stauder” care provine din satul Laub, Unterfranken, Bavaria și care a fost ucenic la o fabrică de bere. El închiriază fabrica  „Hausbrauerei Schlicker” din Essen. În anul 1888 mută  Jacob Stauder fabrica de bere la Essen-Altenessen o suburbie a orașului Essen și se înscrie ca producător de bere pe lista imperială prusacă.
În timpul primului război mondial (în anii 1916/1917) moștește fabrica Caspar Stauder, și reușește în timpul Marii crize economice din anul 1929, să scape fabrica de faliment . Fiul său Hans-Jacob Stauder, are de asemenea greutăți financiare în timpul celui de al doilea război mondial.
La aniversarea din anul 1967 a 100 de ani de la înființarea ei, fabrica este condusă de frații Claus și Rolf Stauder. Ei vor muri  într-un accident în anul 2004, cei doi frați s-au concentrat pe producția de calitate și nu de cantitate. Din anul 2005 fabrica este condusă de Axel și Thomas Stauder care reprezintă a șasea  generație a familiei Stauder.
Axel Stauder a studiat tehnologia fermentării băuturilor la Universitatea Tehnică München (Wissenschaftszentrum Weihenstephan für Ernährung, Landnutzung und Umwelt der Technischen Universität München) urmat de un studiu Master of Business Administration din Spania și a condus până în anul 2004 firma Controlling ce aparținea de Alnatura din Bickenbach. Pe când Thomas Stauder a promovat Științele economice și a condus firma Tengelmann din Mülheim an der Ruhr, înainte de a veni la firma familiei.

## Produse
Produsele fabricii sunt sortimentele de bere:
- Stauder Pils, Stauder Spezial (Export), Stauder Alkoholfrei (fără alcool), Tut gut Malz, Borbecker Helles Dampfbier și din 2007 Stauder Radler. Din anul 2008 se mai produc sortimentele de bere: Stern Pils și Stern Export. Specialitățile de bere produse de fabrică sunt articole căutate și comandate de unele restaurante sau hoteluri elită ca Hotel Adlon din Berlin și grupul de hoteluri InterConti.